# إسود فاتح (مسلسل)
إسود فاتح مسلسل تشويق وإثارة مصري من إخراج كريم العدل، وتأليف شريف يسري، وإنتاج سيدرز آرت برودكشن (صباح إخوان).

## ملخص القصة
تدور الأحداث في إطار اجتماعي يناقش القضايا العصرية.

## طاقم التمثيل
- هيفاء وهبي[6] (رانيا خطاب)
- أحمد فهمي[7] (خالد نعمان)
- معتصم النهار (راغب)
- ناتاشا شوفاني (كارمن)
- رانيا منصور (آية)
- شريف سلامة (سيف)
- صبري فواز (اشرف)
- ناصر سيف (زاهر)
- حنان سليمان (ام خالد)
- نبيل نور الدين (والد رانيا وسيف)
- روجينا (نجلاء)
- فراس سعيد[8] (شهدي الجيار)
- نانسي صلاح (هبة)
- حسام الجندي   (حسن نعمان)
- ميرا دياب   (ياسمين)
- أحمد الشامي   (رأفت)
- مصطفى يوسف   (شوقي إبراهيم)

## إنتاج
• كتب أمين جمال، قصة الفيلم وكان الفيلم من إخراج كريم العدل، وإنتاج سيدرز آرت برودكشن (صباح إخوان).